# Tikos, Somogy
Tikos  este un sat în districtul Marcal, județul Somogy, Ungaria, având o populație de 123 de locuitori (2011). 

## Demografie
Componența etnică a satului Tikos
     Maghiari (72,73%)
     Romi (27,27%)
Componența confesională a satului Tikos
     Necunoscută (100%)
Conform recensământului din 2011, satul Tikos avea 123 de locuitori. Din punct de vedere etnic, majoritatea locuitorilor (72,73%) erau maghiari, cu o minoritate de romi (27,27%).  Din punct de vedere confesional, majoritatea locuitorilor (57,72%) erau . Pentru 100,0% din locuitori nu este cunoscută apartenența confesională.